# Johannes Gad
Johannes Wilhelm Gad (ur. 30 czerwca 1842 w Poznaniu, zm. 1 lutego 1926 w Pradze) – niemiecki fizjolog, profesor Uniwersytetu Fryderyka Wilhelma w Berlinie i Niemieckiego Uniwersytetu w Pradze.

## Życiorys
Syn Wilhelma Gada i Luise von Koppy. Ukończył Gimnazjum Fryderyka Wilhelma w Berlinie, następnie studiował na Uniwersytecie w Berlinie i Würzburgu. Pracował w Berliner Physiologische Institut przy Uniwersytecie Berlińskim, początkowo jako asystent Emila du Bois-Reymonda, potem przeniósł się do Würzburga, gdzie był asystentem Adolfa Ficka i habilitował się z fizjologii (1880). Od 1884 roku w Berlinie. W roku akademickim 1893/94 wykładał gościnnie fizjologię na Western Reserve University w Cleveland, Ohio. W 1887 roku razem z Sigmundem Exnerem założył Zentralblatt für Physiologie. Był następcą profesora Heringa na stanowisku kierownika Wydziału Fizjologii Uniwersytetu w Pradze w 1895, której to uczelni został później dziekanem. Jego uczniami byli m.in. Wertheimer, Levy-Dorn, Porter, Sawyer, Piotrowski, Kohnstamm. Współpracował też z Alfredem Goldscheiderem, M. Josephem, J. F. Heymansem, C. Wursterem, W. Cowlem, Gheorghe Marinescu. W 1887 przyjęty w poczet członków Leopoldiny
W 1874 ożenił się z Klarą Boltz, córką Augusta Boltza. Mieli pięcioro dzieci: Evę (1875), Korę (1876), Luise (1880), Clarę (1882) i Johannesa (1888).

## Dorobek naukowy
W 1896 roku razem z Edwardem Flatauem opublikował pracę na temat prawa Bastiana-Brunsa. Badał metabolizm kwasu mlekowego w mięśniach podczas skurczu.

## Wybrane prace
- Ueber Apnoë und über die in der Lehre von der Regulirung der Athemthaetigkeit angewandte Terminologie. Würzburg: Stahel, 1880
- Ueber Erziehung und Abrichtung vom Standpunkte der Nerven-Physiologie : Populärwissenschaftlicher Vortrag... Würzburg: Impressum, 1883
- Körperwärme, Arbeit und Klima. Sammlung gemeinverständlicher wissenschaftlicher Vorträge ; N.F. 1, H. 20, 1887
- Der erste internationale Physiologencongress in Basel 10 bis 12 September 1889: eine kurze Abriss seiner Verhandlungen. Centrallblatt f. Physiologie 14, 1889
- Kurzes Lehrbuch der Physiologie des Menschen. Berlin: Verlag von Friedrich Wreden, 1892
- Einige Grundgesetze des Energie-Umsatzes im thätigen Muskel. Sitzungsberichte der Preussischen Akademie der Wissenschaften 20, 1893